# Royal Horse Guards
Il reggimento delle Royal Horse Guards è stata un'unità militare di cavalleria in forza al British Army, parte della Household Cavalry.

## La storia
Fondato nell'agosto del 1650 a Newcastle-upon-Tyne da Arthur Haselrig su ordine di Oliver Cromwell come Regiment of Cuirassiers, il reggimento divenne in seguito noto come Earl of Oxford's Regiment (reggimento del conte di Oxford) durante il regno di Carlo II d'Inghilterra. Dal momento che l'uniforme militare era in gran parte blu, il reggimento prese il soprannome di the Oxford Blues, dal quale derivò successivamente l'altro soprannome di "Blues". Nel 1750 il reggimento venne rinominato Royal Horse Guards Blue e nel 1877 ottenne il nome di Royal Horse Guards (The Blues).
Il reggimento partecipò alle guerre rivoluzionarie francesi e alla guerra peninsulare. Due squadroni combatterono distinguendosi nella battaglia di Waterloo, inquadrati nella Household Brigade.
Nel 1918, il reggimento prestò servizio nel 3º battaglione, Guards Machine Gun Regiment. Durante la seconda guerra mondiale il reggimento fu parte dell'Household Cavalry Composite Regiment.
Le Royal House Guards vennero poi amalgamate con i Royal Dragoons (1° dragoni) a formare i Blues and Royals (Royal Horse Guards e 1° dragoni) nel 1969.

## Onori in battaglia
- Dettingen, Warburg, Beaumont, Willems, Guerra peninsulare, Waterloo, Tel-el-Kebir, Egitto 1882, Presa di Kimberley, Paardeberg, Sud Africa 1899-1900
- Prima guerra mondiale: Mons, Le Cateau, Ritirata da Mons, Prima battaglia della Marna, Prima battaglia dell'Aisne, Messines 1914, Armentières 1914, Prima battaglia di Ypres Seconda battaglia di Ypres Battaglia di Passchendaele, Langemarck 1914, Gheluvelt, Nonne Bosschen, St Julien, Frezenberg, Loos, Arras 1917, Scarpe 1917, Broodseinde, Poelcappelle, Passchendaele, Linea Hindenburg, Cambrai 1918, Sambre, Francia e Fiandre 1914-18
- Seconda guerra mondiale: Mont Pinçon, Souleuvre, Noireau Crossing, Amiens 1944, Bruxelles, Neerpelt, Nederrijn, Nijmegen, Lingen, Bentheim, North-West Europe 1944-45, Baghdad 1941, Iraq 1941, Palmyra, Siria 1941, El Alamein, Nord Africa 1942-43, Arezzo, Avanzata verso Firenze, Linea Gotica, Italia 1944